# 安蒂利翁
安蒂利翁，是西班牙阿拉贡自治区韦斯卡省的一个市镇。总面积22平方公里，总人口160人（2001年），人口密度7人/平方公里。